# Gina del Rio
Gina del Rio Roca, född 26 januari 2004 i Sant Julià de Lòria, är en  andorransk längdåkare. Under Juniorvärldsmästerskapen i nordisk skidsport 2024 i Planica i Slovenien vann del Rio den 5 februari 2024 guld i sprinten som gick i fristil. Guldet var Andorras första inom nordisk skidsport. Två dagar senare tog hon brons i 20 kilometer masstart i fri stil. Hon deltog även i juniorvärldsmästerskapen 2022 och 2023, och under 2023 års mästerskap tog hon tre topp-20-placeringar, med en åttonde plats i 10 kilometer fristil som bästa resultat. 
Del Rio tog två silvermedaljer under de öppna spanska mästerskapen 2021. Hon har också haft framgångar i Alpen Cup, med tre segrar och en andraplats under januari månad säsongen 2023/2024.
Hennes huvudtränare är Xabier del Val, tidigare elitskidåkare som tävlade för Spanien. Hon tävlar för Nòrdic Esquí Club.
Utöver längdskidåkningen har del Rio tävlat internationellt i karate under slutet av 2010-talet. Senare har hon tävlat i skyrunning, en form av terränglöpning på hög höjd.